# Aéroport de Gemena
L'aéroport de Gemena  est un aéroport domestique de la République démocratique du Congo desservant Gemena la capitale de la province de Sud-Ubangi (au nord-ouest du pays). Son code AITA est GMA, et son code OACI FZFK.

## Situation
Situé au nord-ouest du pays, l'aéroport est situé sur la commune de Gemena,  la capitale de la province de Sud-Ubangi dans la province historique de l'Équateur. Il dispose d'une unique piste en asphalte, longue de 1 996 mètres et large de 45 mètres, orientée selon un axe est-nord-est/ouest-sud-ouest.
L'aéroport héberge aussi une balise non directionnelle, dont l'identifiant est GEM. 
| Bandundu Basango Mboliasa Bunia Gbadolite Gemena Goma Ilebo Kalemie Kananga Kikwit Kindu Kinshasa-Ndjili Kinshasa-N'Dolo Kisangani Kolwezi Lodja Lubumbashi Matari Matadi Mbandaka Mbuji Mayi Nioki Tshikapa Tshumbe |

## Histoire
Lors de la deuxième guerre du Congo du débute des années 2000, le Mouvement de libération du Congo qui contrôlait la région a posé des explosifs dans plusieurs aéroports de la province historique de l'Équateur dont celui de Gemena. En 2011 la RVA lance une nouvelle opération de déminage pour finir de nettoyer la zone de l'aéroport.
En janvier 2012 une grève totale est déclenchée par l'ensemble du personnel de l'aéroport qui réclame le paiement de plus de quatre ans d'arriéré de salaires, entrainant la fermeture de l’aéroport. Alors que certains renonce dont missions humanitaires, Fly Congo et la Compagnie africaine d'aviation se pose quand même sur l'aéroport, sans assistance ni contrôle aérien,.

## Compagnies et destinations
| Compagnies                     | Destinations               |
| ------------------------------ | -------------------------- |
| Air Kasaï                      | Kinshasa-N'djili, Mbandaka |
| Compagnie Africaine d'Aviation | Lisala                     |

Edité le 24/10/2023